# 福岡県道・大分県道105号山北日田線
福岡県道・大分県道105号山北日田線（ふくおかけんどう・おおいたけんどう105ごう やまきたひたせん）は、福岡県うきは市から大分県日田市に至る一般県道である。

## 概要
福岡県うきは市浮羽町山北から大分県日田市大字川下に至る。
福岡県うきは市浮羽町の山北交差点で県道105号は南方向へ国道210号（筑後街道）と別れて南下し、山地の間を貫きながら進路を東に変えて進んでゆく。山地の間を進むために曲線や狭隘道が多い。この山間の途中の周りは棚田や段々畑などが集中し、所々で集落地を通り抜ける。
浮羽町小塩地区を通過し、福岡県から大分県日田市緑町に至る途中に数箇所のカーブが存在する。この地点を通過した後も東方向へ進むが、内河野川付近で進路は北へ変え、そのまま北上し日田市川下の白手橋交差点で再び国道210号と合流した所で終点である。

### 路線データ
- 起点：福岡県うきは市浮羽町山北（山北交差点、国道210号交点）
- 終点：大分県日田市大字川下（白手橋交差点、国道210号交点）

## 地理

### 通過する自治体
- 福岡県
  - うきは市
- 大分県
  - 日田市

### 交差する道路
| 交差する道路 | 都道府県名 | 市町村名 | 交差する場所 | 交差する場所        |
| ------------ | ---------- | -------- | ------------ | ------------------- |
| 国道210号    | 福岡県     | うきは市 | 浮羽町山北   | 山北交差点 / 起点   |
| 国道210号    | 大分県     | 日田市   | 大字川下     | 白手橋交差点 / 終点 |

### 沿線
- 福岡県うきは市
  - 賀茂神社社務所
  - 笹の隅公民館
  - うきは市小塩公民館
  - 小塩郵便局
  - うきは市立小塩小学校
  - 岩屋堂公民館
  - 宮公民館
- 大分県日田市
  - 高井岳
  - 内河野川
  - 九電日田変電所
  - 日田市清掃センター
  - 高浪採石場